# Copa de la AFC 2010
La Copa de la AFC del 2010 fue la 7.ª edición del segundo torneo de fútbol más importante a nivel de clubes de Asia organizado por la AFC. En esta edición se jugó una ronda de clasificación antes de la fase de grupos. Los equipos de Irak fueron descalificados después de que la FIFA suspendiera a la Asociación de Fútbol de Irak el 6 de enero.
El Al-Ittihad de Siria venció en la final al Al-Qadsia de Kuwait para ser el campeón por primera vez.

## Participantes por asociación
| Zona Oeste Asiático | Zona Oeste Asiático    | Zona Oeste Asiático | Zona Oeste Asiático  | Zona Oeste Asiático  | Zona Oeste Asiático  | Zona Oeste Asiático | Zona Oeste Asiático | Zona Oeste Asiático |
| Asociación          | Asociación             | Puntos              | AFC Champions League | AFC Champions League | AFC Champions League | AFC Cup             | AFC Cup             | AFC President's Cup |
| Asociación          | Asociación             | Puntos              | Fase de Grupos       | Ronda Play-Off       | Ronda Previa         | Fase de Grupos      | Ronda Play-Off      | Fase de Grupos      |
| ------------------- | ---------------------- | ------------------- | -------------------- | -------------------- | -------------------- | ------------------- | ------------------- | ------------------- |
| 1                   | Arabia Saudíta         | 365                 | 4                    |                      |                      |                     |                     |                     |
| 2                   | Emiratos Árabes Unidos | 356                 | 3                    |                      | 1                    |                     |                     |                     |
| 3                   | Irán                   | 340                 | 4                    |                      |                      |                     |                     |                     |
| 4                   | Uzbekistán             | 289                 | 2                    |                      |                      |                     | 1                   |                     |
| 5                   | Catar                  | 270                 | 2                    |                      |                      |                     | 1                   |                     |
| 6                   | India                  | 202                 |                      | 1                    | 1                    | 1                   |                     |                     |
| 7                   | Siria                  | -                   |                      |                      | +1                   | 2                   |                     |                     |
| 8                   | Kuwait                 | -                   |                      |                      |                      | 2+1                 |                     |                     |
| 9                   | Jordania               | -                   |                      |                      |                      | 2                   |                     |                     |
| 10                  | Líbano                 | -                   |                      |                      |                      | 2                   |                     |                     |
| 11                  | Omán                   | -                   |                      |                      |                      | 2                   |                     |                     |
| 12                  | Yemen                  | -                   |                      |                      |                      | 2                   |                     |                     |
| 13                  | Baréin                 | -                   |                      |                      |                      | 1                   |                     |                     |
| 14                  | Irak                   | -                   |                      |                      |                      | x                   |                     |                     |
| 15                  | Bután                  | -                   |                      |                      |                      |                     |                     | 1                   |
| 16                  | Kirguistán             | -                   |                      |                      |                      |                     |                     | 1                   |
| 17                  | Nepal                  | -                   |                      |                      |                      |                     |                     | 1                   |
| 18                  | Pakistán               | -                   |                      |                      |                      |                     |                     | 1                   |
| 19                  | Sri Lanka              | -                   |                      |                      |                      |                     |                     | 1                   |
| 20                  | Tayikistán             | -                   |                      |                      |                      |                     |                     | 1                   |
| 21                  | Turkmenistán           | -                   |                      |                      |                      |                     |                     | 1                   |
| 22                  | Afganistán             | -                   |                      |                      |                      |                     |                     | 0                   |
| 23                  | Palestina              | -                   |                      |                      |                      |                     |                     | 0                   |
| Total Participantes | Total Participantes    | Total Participantes | 15                   | 1                    | 2                    | 15+2                | 2                   | 7                   |
| Total Participantes | Total Participantes    | Total Participantes | 18                   | 18                   | 18                   | 19                  | 19                  | 7                   |

- Siria tuvo un cupo extra en la Liga de Campeones de la AFC debido a que tenían al subcampeón vigente de la AFC Cup
- Kuwait tuvo un cupo extra en la fase de grupos de la Copa AFC debido a que tenían al campeón vigente y no tuvo licencias para la Liga de Campeones de la AFC
- Irak fue suspendido por la FIFA y no tuvo representación en torneos AFC
- Uzbekistán y Catar subieron una ronda en la Copa AFC debido a la suspensión de Irak
- Baréin tenía 2 cupos para la Copa AFC pero uno se retiró y no fue reemplazado
- Afganistán y Palestina eran elegibles para la Copa Presidente de la AFC pero desistieron su participación
- Bután geográficamente pertenece a la Zona Este

| Zona Este Asiático  | Zona Este Asiático  | Zona Este Asiático  | Zona Este Asiático   | Zona Este Asiático   | Zona Este Asiático   | Zona Este Asiático | Zona Este Asiático | Zona Este Asiático  |
| Asociación          | Asociación          | Puntos              | AFC Champions League | AFC Champions League | AFC Champions League | AFC Cup            | AFC Cup            | AFC President's Cup |
| Asociación          | Asociación          | Puntos              | Fase de Grupos       | Ronda Play-Off       | Ronda Previa         | Fase de Grupos     | Ronda Play-Off     | Fase de Grupos      |
| ------------------- | ------------------- | ------------------- | -------------------- | -------------------- | -------------------- | ------------------ | ------------------ | ------------------- |
| 1                   | Japón               | 470                 | 4                    |                      |                      |                    |                    |                     |
| 2                   | República de Corea  | 441                 | 4                    |                      |                      |                    |                    |                     |
| 3                   | China               | 431                 | 4                    |                      |                      |                    |                    |                     |
| 4                   | Australia           | 343                 | 2                    |                      |                      |                    |                    |                     |
| 5                   | Indonesia           | 296                 | 1                    |                      | 1                    | 0+1                |                    |                     |
| 6                   | Singapur            | 279                 |                      |                      | 1                    | 1                  |                    |                     |
| 7                   | Tailandia           | 221                 |                      |                      | 1                    | 1                  |                    |                     |
| 8                   | Vietnam             | 191                 |                      |                      | 1                    | 1                  |                    |                     |
| 9                   | Hong Kong           |                     |                      |                      |                      | 2                  |                    |                     |
| 10                  | Maldivas            |                     |                      |                      |                      | 2                  |                    |                     |
| 11                  | Malasia             |                     |                      |                      |                      | 2-1                |                    |                     |
| 12                  | Bangladés           |                     |                      |                      |                      |                    |                    | 1                   |
| 13                  | Birmania            |                     |                      |                      |                      |                    |                    | 1                   |
| 14                  | Camboya             |                     |                      |                      |                      |                    |                    | 1                   |
| 15                  | Taiwán              |                     |                      |                      |                      |                    |                    | 1                   |
| 16                  | Brunéi Darussalam   |                     |                      |                      |                      |                    |                    | 0                   |
| 17                  | Filipinas           |                     |                      |                      |                      |                    |                    | 0                   |
| 18                  | Guam                |                     |                      |                      |                      |                    |                    | 0                   |
| 19                  | Laos                |                     |                      |                      |                      |                    |                    | 0                   |
| 20                  | Macao               |                     |                      |                      |                      |                    |                    | 0                   |
| 21                  | Mongolia            |                     |                      |                      |                      |                    |                    | 0                   |
| 22                  | RPD Corea           |                     |                      |                      |                      |                    |                    | 0                   |
| 23                  | Timor Oriental      |                     |                      |                      |                      |                    |                    | 0                   |
| Total Participantes | Total Participantes | Total Participantes | 15                   | 0                    | 4                    | 9+3                | 0                  | 4                   |
| Total Participantes | Total Participantes | Total Participantes | 19                   | 19                   | 19                   | 12                 | 12                 | 4                   |

- Los tres perdedores de la ronda de play-off y ronda previa de la Liga de Campeones de la AFC pasaron a la fase de grupos de la AFC
- Malasia tenía 2 cupos para la Copa AFC pero uno se retiró y fue reemplazado por un equipo de Indonesia
- Brunéi Darussalam, Filipinas, Guam, Laos, Macao, Mongolia RPD Corea y Timor Oriental eran elegibles para la Copa Presidente de la AFC pero desistieron su participación
- Maldivas geográficamente pertenece a la Zona Oeste

## Clasificados
Lista de participantes en el torneo:
| Asia Occidental (Grupos A–E) | Asia Occidental (Grupos A–E)                                            | Asia Occidental (Grupos A–E) | Asia Occidental (Grupos A–E) |
| Equipo                       | Clasificación                                                           | Apariciones                  | Última                       |
| ---------------------------- | ----------------------------------------------------------------------- | ---------------------------- | ---------------------------- |
| Al-Riffa                     | Subcampeón de la Bahrain Classification Soccer League 2008/09           | 1                            |                              |
| Kingfisher East Bengal       | Ganador de la Indian Federation Cup 2009/10                             | 4                            | 2008                         |
| Al-Wahdat                    | Campeón de la Jordan League 2008/09 Ganador de la Jordan FA Cup 2008/09 | 5                            | 2009                         |
| Shabab Al-Ordon              | Subcampeón de la Jordan League 2008/09                                  | 3                            | 2008                         |
| Al-Kuwait1                   | Campeón defensor Ganador de la Kuwait Emir Cup 2009                     | 2                            | 2009                         |
| Al-Qadsia                    | Campeón de la Kuwaiti Premier League 2008/09                            | 1                            |                              |
| Kazma                        | Subcampeón de la Kuwaiti Premier League 2008/09                         | 1                            |                              |
| Al-Nejmeh                    | Campeón de la Lebanese Premier League 2008/09                           | 5                            | 2007                         |
| Al-Ahed                      | Ganador de la Lebanese FA Cup 2008/09                                   | 4                            | 2009                         |
| Al-Nahda                     | Campeón de la Omani League 2008/09                                      | 2                            | 2008                         |
| Saham                        | Ganador de la Sultan Qaboos Cup 2009                                    | 1                            |                              |
| Al-Rayyan2                   | 3° lugar de la Qatar Stars League 2008/09                               | 1                            |                              |
| Al-Ittihad                   | Subcampeón de la Syrian Premier League 2008/09                          | 1                            |                              |
| Al-Jaish                     | 3° lugar de la Syrian Premier League 2008/09                            | 2                            | 2004                         |
| Nasaf Qarshi2                | 3° lugar de la Uzbek League 2009                                        | 1                            |                              |
| Al-Hilal                     | Campeón de la Yemeni League 2008/09                                     | 3                            | 2009                         |
| Al-Ahli                      | Ganador de la Yemeni President Cup 2009                                 | 2                            | 2008                         |
| Al-Karamah SC                | Eliminado en el playoff de la AFC Champions League 2010                 | 2                            | 2009                         |
| Churchill Brothers           | Eliminado en el playoff de la AFC Champions League 2010                 | 1                            |                              |

| Asia Oriental (Grupos F–H) | Asia Oriental (Grupos F–H)                              | Asia Oriental (Grupos F–H) | Asia Oriental (Grupos F–H) |
| Equipo                     | Clasificación                                           | Apariciones                | Última                     |
| -------------------------- | ------------------------------------------------------- | -------------------------- | -------------------------- |
| South China                | Campeón de la Hong Kong First Division League 2008/09   | 3                          | 2009                       |
| Tai Po                     | Ganador de la Hong Kong FA Cup 2009                     | 1                          |                            |
| Persiwa Wamena3            | Subcampeón de la Indonesia Super League 2008/09         | 1                          |                            |
| Selangor                   | Campeón de la Super League Malaysia 2009                | 2                          | 2006                       |
| VB Sports                  | Campeón de la Dhivehi League 2009                       | 3                          | 2009                       |
| Victory SC                 | Ganador de la Maldives FA Cup 2009                      | 3                          | 2008                       |
| Geylang United             | Ganador de la Singapore Cup 2009                        | 2                          | 2004                       |
| Thai Port                  | Ganador de la Thai FA Cup 2009                          | 1                          |                            |
| Bình Dương                 | Subcampeón de la V-League 2009                          | 2                          | 2009                       |
| Sriwijaya FC               | Eliminado en el playoff de la AFC Champions League 2010 | 1                          |                            |
| SHB Đà Nẵng                | Eliminado en el playoff de la AFC Champions League 2010 | 1                          |                            |
| Muangthong United          | Eliminado en el playoff de la AFC Champions League 2010 | 1                          |                            |

- 1 Al-Kuwait falló en los requerimientos de la licencia de la AFC para jugar en la AFC Champions League 2010, por lo que pasó a jugar en la Copa de la AFC.[2]
- 2 Nasaf Qarshi y Al-Rayyan clasificaron luego de que los representantes de Irak, Arbil (Grupo C) y Najaf (Grupo B), fueron descalificados luego de que la FIFA suspendiera a la Iraq Football Association después del 6 de enero de 2010.[3] As a result, the tournament was reduced to 31 teams.
- 3 Negeri Sembilan FA (segundo representante de Malasia) abandonó el torneo, por lo que fue reemplazado por el Persiwa Wamena.

## Fase de grupos

### Grupo A
| Pos. | Equipo          | Pts. | PJ | G | E | P | GF | GC | Dif. | Clasificación |     | KAR | SHA | SAH | AHL |
| ---- | --------------- | ---- | -- | - | - | - | -- | -- | ---- | ------------- | --- | --- | --- | --- | --- |
| 1    | Al-Karamah      | 14   | 6  | 4 | 2 | 0 | 12 | 4  | +8   | Ronda final   |     |     | 1–1 | 2–0 | 2–0 |
| 2    | Shabab Al-Ordon | 12   | 6  | 3 | 3 | 0 | 13 | 5  | +8   | Ronda final   |     | 2–2 |     | 3–1 | 6–1 |
| 3    | Saham           | 5    | 6  | 1 | 2 | 3 | 5  | 11 | −6   |               |     | 1–4 | 0–0 |     | 1–0 |
| 4    | Al-Ahli         | 1    | 6  | 0 | 1 | 5 | 3  | 13 | −10  |               | 0–1 | 0–1 | 2–2 |     |     |

 Fuente: 

### Grupo B
| Pos. | Equipo             | Pts. | PJ | G | E | P | GF | GC | Dif. | Clasificación |  | KUW | CHU | HIL |
| ---- | ------------------ | ---- | -- | - | - | - | -- | -- | ---- | ------------- |  | --- | --- | --- |
| 1    | Al-Kuwait          | 8    | 4  | 2 | 2 | 0 | 13 | 5  | +8   | Ronda final   |  |     | 7–1 | 2–2 |
| 2    | Churchill Brothers | 7    | 4  | 2 | 1 | 1 | 6  | 10 | −4   | Ronda final   |  | 2–2 |     | 1–0 |
| 3    | Al-Hilal           | 1    | 4  | 0 | 1 | 3 | 3  | 7  | −4   |               |  | 0–2 | 1–2 |     |

 Fuente: 

### Grupo C
| Pos. | Equipo       | Pts. | PJ | G | E | P | GF | GC | Dif. | Clasificación |     | KAZ | NAS | JAI | AHE |
| ---- | ------------ | ---- | -- | - | - | - | -- | -- | ---- | ------------- | --- | --- | --- | --- | --- |
| 1    | Kazma        | 13   | 6  | 4 | 1 | 1 | 6  | 3  | +3   | Ronda final   |     |     | 0–0 | 0–1 | 1–0 |
| 2    | Nasaf Qarshi | 11   | 6  | 3 | 2 | 1 | 12 | 4  | +8   | Ronda final   |     | 1–2 |     | 2–1 | 4–0 |
| 3    | Al-Jaish     | 8    | 6  | 2 | 2 | 2 | 10 | 8  | +2   |               |     | 0–1 | 1–1 |     | 6–3 |
| 4    | Al-Ahed      | 1    | 6  | 0 | 1 | 5 | 5  | 18 | −13  |               | 1–2 | 0–4 | 1–1 |     |     |

 Fuente: 

### Grupo D
| Pos. | Equipo                 | Pts. | PJ | G | E | P | GF | GC | Dif. | Clasificación |     | QAD | ITT | NEJ | EB  |
| ---- | ---------------------- | ---- | -- | - | - | - | -- | -- | ---- | ------------- | --- | --- | --- | --- | --- |
| 1    | Al-Qadsia              | 14   | 6  | 4 | 2 | 0 | 14 | 5  | +9   | Ronda final   |     |     | 3–0 | 1–1 | 4–1 |
| 2    | Al-Ittihad             | 10   | 6  | 3 | 1 | 2 | 10 | 8  | +2   | Ronda final   |     | 0–0 |     | 4–2 | 2–1 |
| 3    | Al-Nejmeh              | 10   | 6  | 3 | 1 | 2 | 12 | 8  | +4   |               |     | 1–3 | 1–0 |     | 3–0 |
| 4    | Kingfisher East Bengal | 0    | 6  | 0 | 0 | 6 | 5  | 20 | −15  |               | 2–3 | 1–4 | 0–4 |     |     |

 Fuente: 

### Grupo E
| Pos. | Equipo    | Pts. | PJ | G | E | P | GF | GC | Dif. | Clasificación |     | RAY | RIF | WAH | NAH |
| ---- | --------- | ---- | -- | - | - | - | -- | -- | ---- | ------------- | --- | --- | --- | --- | --- |
| 1    | Al-Rayyan | 15   | 6  | 5 | 0 | 1 | 16 | 7  | +9   | Ronda final   |     |     | 0–2 | 3–0 | 3–2 |
| 2    | Al-Riffa  | 13   | 6  | 4 | 1 | 1 | 7  | 5  | +2   | Ronda final   |     | 1–4 |     | 2–1 | 1–0 |
| 3    | Al-Wihdat | 7    | 6  | 2 | 1 | 3 | 8  | 10 | −2   |               |     | 2–4 | 0–0 |     | 2–0 |
| 4    | Al-Nahda  | 0    | 6  | 0 | 0 | 6 | 3  | 12 | −9   |               | 0–2 | 0–1 | 1–3 |     |     |

 Fuente: 

### Grupo F
| Pos. | Equipo     | Pts. | PJ | G | E | P | GF | GC | Dif. | Clasificación |     | SRI | BD  | SEL | VIC |
| ---- | ---------- | ---- | -- | - | - | - | -- | -- | ---- | ------------- | --- | --- | --- | --- | --- |
| 1    | Sriwijaya  | 13   | 6  | 4 | 1 | 1 | 17 | 3  | +14  | Ronda final   |     |     | 1–0 | 6–1 | 5–0 |
| 2    | Bình Dương | 13   | 6  | 4 | 1 | 1 | 14 | 2  | +12  | Ronda final   |     | 2–1 |     | 4–0 | 3–0 |
| 3    | Selangor   | 4    | 6  | 1 | 1 | 4 | 7  | 16 | −9   |               |     | 0–4 | 0–0 |     | 5–0 |
| 4    | Victory SC | 4    | 6  | 1 | 1 | 4 | 2  | 19 | −17  |               | 0–0 | 0–5 | 2–1 |     |     |

 Fuente: 

### Grupo G
| Pos. | Equipo            | Pts. | PJ | G | E | P | GF | GC | Dif. | Clasificación |     | SC  | MTU | VB  | WAM |
| ---- | ----------------- | ---- | -- | - | - | - | -- | -- | ---- | ------------- | --- | --- | --- | --- | --- |
| 1    | South China       | 13   | 6  | 4 | 1 | 1 | 12 | 5  | +7   | Ronda final   |     |     | 0–0 | 3–1 | 6–3 |
| 2    | Muangthong United | 11   | 6  | 3 | 2 | 1 | 12 | 7  | +5   | Ronda final   |     | 0–1 |     | 3–1 | 4–1 |
| 3    | VB Sports         | 9    | 6  | 3 | 0 | 3 | 12 | 11 | +1   |               |     | 1–0 | 2–3 |     | 4–0 |
| 4    | Persiwa Wamena    | 1    | 6  | 0 | 1 | 5 | 8  | 21 | −13  |               | 0–2 | 2–2 | 2–3 |     |     |

 Fuente: 

### Grupo H
| Pos. | Equipo         | Pts. | PJ | G | E | P | GF | GC | Dif. | Clasificación |     | DN  | TP  | GEY | TAI |
| ---- | -------------- | ---- | -- | - | - | - | -- | -- | ---- | ------------- | --- | --- | --- | --- | --- |
| 1    | SHB Đà Nẵng    | 14   | 6  | 4 | 2 | 0 | 12 | 6  | +6   | Ronda final   |     |     | 0–0 | 3–2 | 3–0 |
| 2    | Thai Port      | 11   | 6  | 3 | 2 | 1 | 8  | 5  | +3   | Ronda final   |     | 2–3 |     | 2–2 | 2–0 |
| 3    | Geylang United | 4    | 6  | 0 | 4 | 2 | 7  | 9  | −2   |               |     | 1–1 | 0–1 |     | 1–1 |
| 4    | Tai Po         | 2    | 6  | 0 | 2 | 4 | 3  | 10 | −7   |               | 1–2 | 0–1 | 1–1 |     |     |

 Fuente: 

## Ronda final

### Octavos de final
| Equipo 1    | Resultado            | Equipo 2           |
| ----------- | -------------------- | ------------------ |
| Al-Karamah  | 1–0                  | Nasaf Qarshi       |
| Kazma       | 1–1 (t. s.) (6-5 p.) | Shabab Al-Ordon    |
| Al-Rayyan   | 1–1 (t. s.) (2-4 p.) | Muangthong United  |
| South China | 1–3                  | Al-Riffa           |
| Al-Kuwait   | 1–1 (t. s.) (4-5 p.) | Al-Ittihad         |
| Al-Qadsia   | 2–1                  | Churchill Brothers |
| Sriwijaya   | 1–4                  | Thai Port          |
| SHB Đà Nẵng | 4–3 (t. s.)          | Bình Dương         |

### Cuartos de final
| Equipo 1   | Agr. | Equipo 2          | Ida | Vuelta |
| ---------- | ---- | ----------------- | --- | ------ |
| Al-Riffa   | 8–3  | SHB Đà Nẵng       | 3–0 | 5–3    |
| Al-Karamah | 1–2  | Muangthong United | 1–0 | 0–2    |
| Thai Port  | 0–3  | Al-Qadsia         | 0–0 | 0–3    |
| Al-Ittihad | 4–2  | Kazma             | 3–2 | 1–0    |

### Semifinales
| Equipo 1          | Agr. | Equipo 2   | Ida | Vuelta |
| ----------------- | ---- | ---------- | --- | ------ |
| Muangthong United | 1–2  | Al-Ittihad | 1–0 | 0–2    |
| Al-Riffa          | 3–4  | Al-Qadsia  | 2–0 | 1–4    |

### Final
| 6 de noviembre de 2010 | Al-Qadsia                                      | 1–1 (t. s.)(2–4 p.)        | Al-Ittihad                     | Jaber International Stadium, Kuwait City, Kuwait             |                                                              |
|                        | Al Enezi 29'                                   | Reporte                    | Dyab 53'                       | Asistencia: 58 604 espectadores Árbitro(s): Khalil Al Ghamdi | Asistencia: 58 604 espectadores Árbitro(s): Khalil Al Ghamdi |
|                        |                                                | Tiros desde el punto penal |                                |                                                              |                                                              |
|                        | Al Ansari · Al Bloushi · Al Khatib · Al Mejmed |                            | Hemidi · Dyab · Dakka · Kalaji |                                                              |                                                              |

|                                |
| Bandera de Siria               |
| Campeón Al-Ittihad 1.er título |

## Goleadores
| Pos. | Jugador                    | Club        | Goles |
| ---- | -------------------------- | ----------- | ----- |
| 1    | Afonso Alves               | Al-Rayyan   | 9     |
| 2    | Gaston Merlo               | Ðà Nẵng     | 8     |
| 3    | Fábio César Montezine      | Al-Rayyan   | 7     |
| 3    | Huỳnh Kesley Alves         | Bình Dương  | 7     |
| 3    | Bader Al-Mutwa             | Al Qadsia   | 7     |
| 5    | Khaled Al-Azemi            | Al Kuwait   | 6     |
| 7    | Leonardo Ferreira da Silva | South China | 5     |
| 7    | Keith Gumbs                | Sriwijaya   | 5     |
| 7    | Ali Ashfaq                 | VB Sports   | 5     |
| 7    | Anoure Obiora              | Sriwijaya   | 5     |
| 7    | Abdulrahman Mubarak        | Al-Riffa    | 5     |